# Le Somail

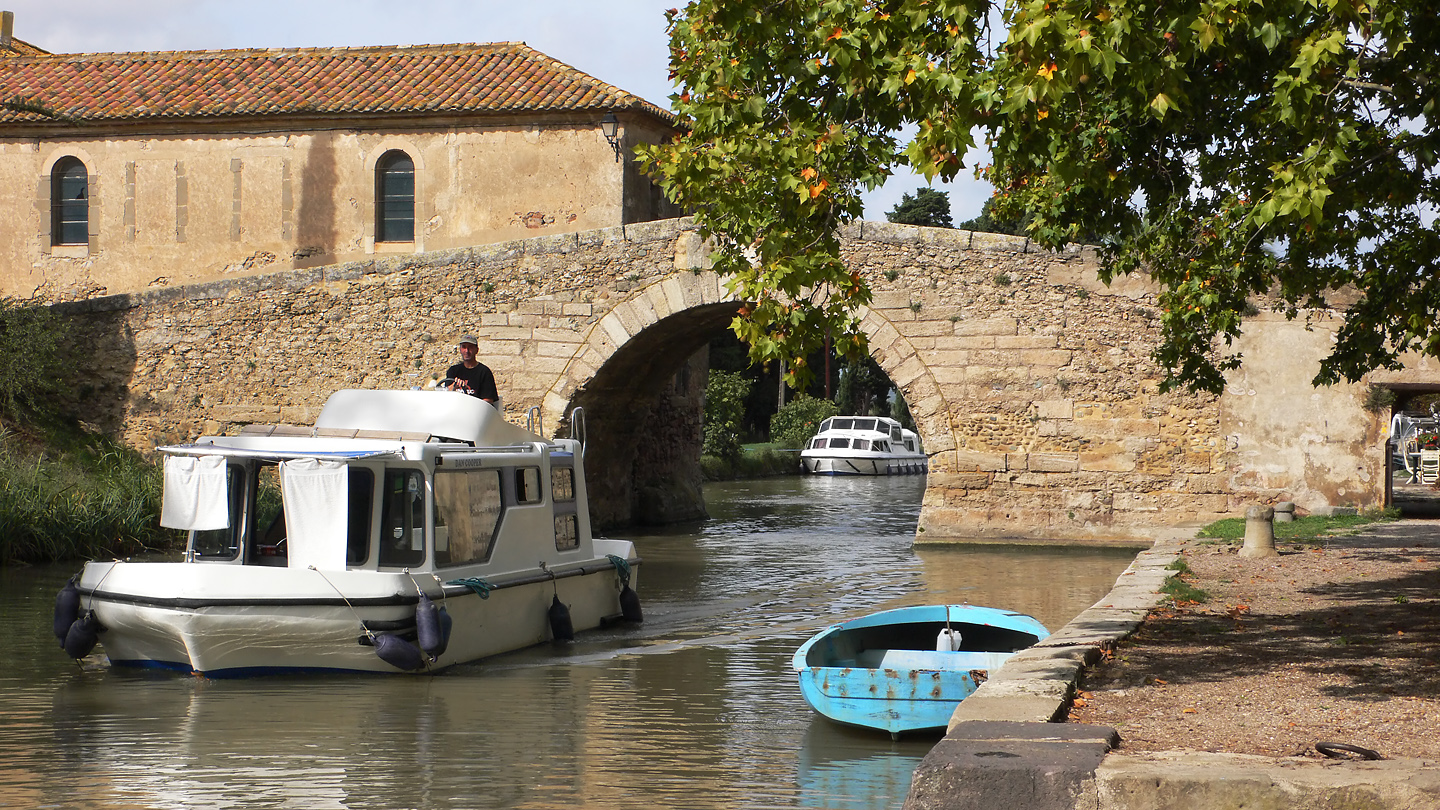
Eine enge, gewölbte Steinbrücke überspannt den Canal du Midi

Ortsplan von Le Somail

Le Somail ist ein Hafenort am Canal du Midi im südfranzösischen Département Aude in der Region Okzitanien; er gehört zu den Gemeinden Ginestas, Saint-Nazaire-d’Aude und Sallèles-d’Aude.

## Lage
Der ca. 15 m ü. d. M. liegende Ort befindet sich etwa 15 Kilometer nordwestlich von Narbonne an der Autostraße D607 nahe der Mündung des Flusses Cesse in die Aude und wird vom Canal du Midi durchquert. Die Häuser südlich der beiden zur  gewölbten Kanalbrücke (siehe Abbildung) führenden Straßen gehören politisch zu Saint-Nazaire-d’Aude, die nördlich gelegenen zu Ginestas, und das nördlichste Haus am östlichen Kanalufer gehört zu Sallèles-d’Aude.

## Wirtschaftliche Bedeutung
Die Güter- und Personenbeförderung auf dem Canal du Midi hat heute keine Bedeutung mehr. Allerdings ist durch den aufgekommenen Wassertourismus mit Hotelschiffen, Ausflugs-, Sport- und Hausbooten der Ort Le Somail ein attraktiver Besichtigungsort geworden.

## Geschichte

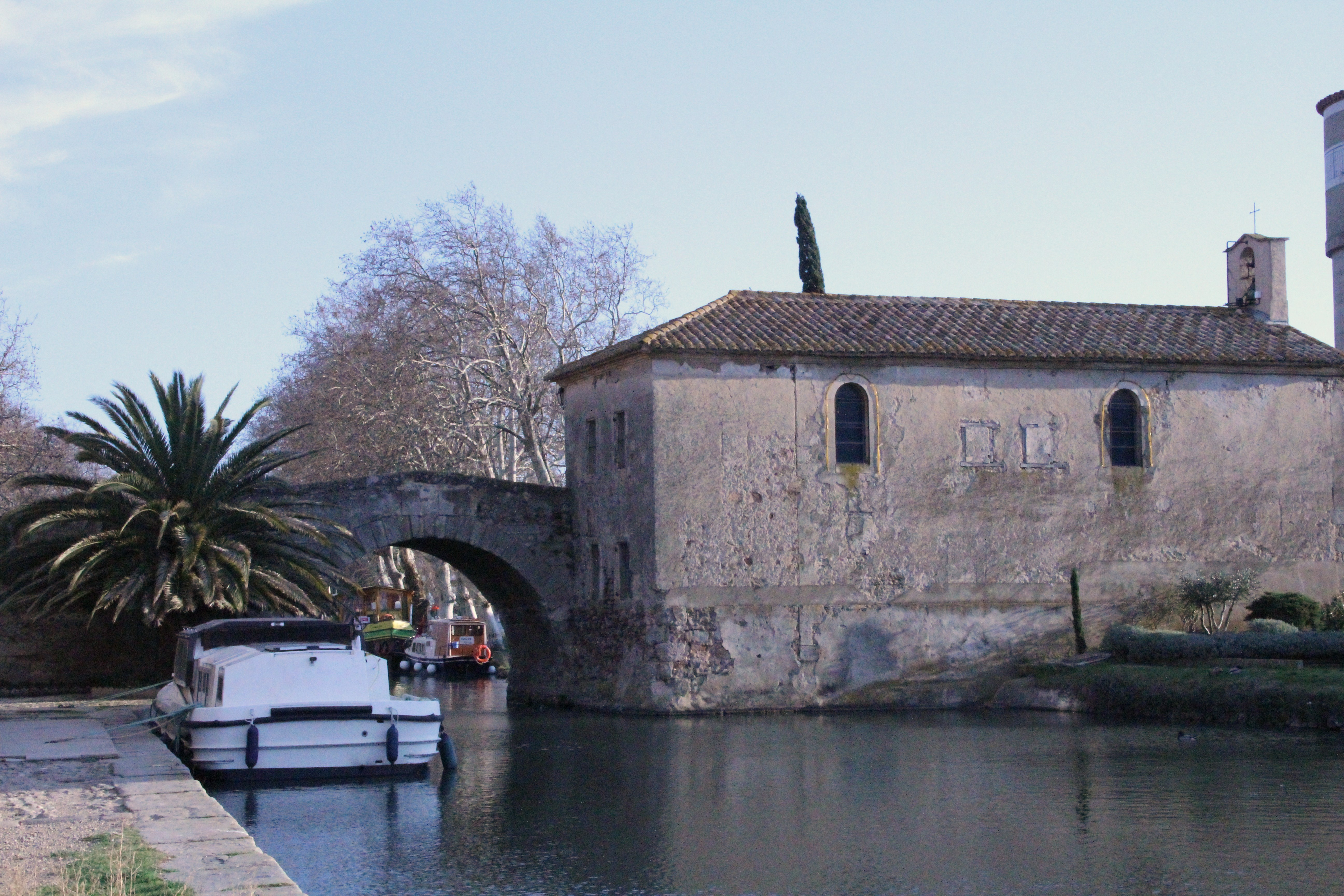
Steinbrücke und Kapelle in Le Somail

Beim Bau des Canal du Midi durch Pierre-Paul Riquet im 17. Jahrhundert befand sich eine der Abschnitts-Bauleitungen in Le Somail. Danach wurde Le Somail Etappenort für die Postschiffe und diente ein Jahrhundert lang bis zum Bau des Canal de Jonction als Kanalhafen für Narbonne.
Einige heute noch bestehende Bauwerke in Le Somail datieren aus dieser Zeit:
- Steinbrücke
- Kapelle
- Gasthof
- Lagerhäuser
- Eiskeller

## Kultur und Sehenswürdigkeiten
- Die alten Bauwerke von Le Somail sind seit dem Jahr 1998 als Monuments historiques anerkannt.[1]
- Im Jahr 1980 wurde in einem der alten Gebäude ein Antiquariat (fr: Librairie ancienne) eingerichtet, das heute unter dem Namen Le Trouve Tout du Livre mehr als 50.000 Bücher quer durch alle Themenbereiche anbietet (siehe auch Weblinks).